# Ступаны
Ступаны (латыш. Stupāni, Stupani) — деревня в России, в Пыталовском районе Псковской области. Входит в Линовскую волость.
Деревня расположена в 12 км к северу от города Пыталово, на берегу реки Кухва.
C 1920 до 1944 гг. входила в состав Яунлатгальского (Абренского) уезда Латвии.

## Население
| 2001 | 2002 | 2010 |
| ---- | ---- | ---- |
| 171  | ↘150 | ↘125 |

Численность населения составляет 171 житель (2001 год).

## История
В 1995—2005 гг. входила в состав ныне упразднённой Скордовской волости в качестве её административного центра.
В 2006—2015 гг. входила в состав Носовской волости.